# Próżni ludzie
Próżni ludzie (ang. The Hollow Men) – poemat T.S. Eliota opublikowany w 1925. Utwór jest znany w Polsce również pod tytułem Wydrążeni ludzie. Z poematu pochodzi najbardziej znany cytat z twórczości poety, mówiący o tym, że świat kończy się nie z hukiem (bang), ale skowytem (whimper). 

## Odniesienia w kulturze
Fraza Eliota została przywołana między innymi w filmie Francisa Forda Coppoli Czas apokalipsy.
Wiersz oraz ostatni jego wers zostały przywołane w filmie "Wąwóz" ("The Gorge"), mającym premierę 14 lutego 2025 roku w Apple TV.